# پیت ویلسون
پیت ویلسون (انگلیسی: Pete Wilson; زاده ۲۳ اوت ۱۹۳۳) سناتور سابق عضو حزب جمهوری‌خواه بود. وی از سال ۱۹۸۳ تا ۱۹۹۱ میلادی سناتور ایالت کالیفرنیا در سنای ایالات متحده آمریکا و در فاصله سال‌های ۱۹۹۱-۱۹۹۹ سی و ششمین فرماندار ایالت کالیفرنیا بود.